# La captura de Atahualpa (Juan Lepiani)
La captura de Atahualpa es un óleo del pintor peruano Juan Lepiani realizado en algún punto de los años 1920. Es parte de la colección pictórica del Museo de Arte de Lima (MALI).

## Descripción
La obra de Lepiani retrata la emboscada española de Cajamarca contra la delegación de Atahualpa a finales de la guerra civil y en los albores de la caída del Imperio incaico.
La pintura fue hecha sobre una tela de 60 x 85 cm, y creado en alguna fecha de 1920 a 1927. Formó parte de la colección privada de Ricardo Blume, quien a inicios del siglo XXI decidió donarlo, junto a otros obras bajo su poder, a las galerías del Museo de Arte de Lima.
La obra tuvo su primera exposición internacional en el Museo del muelle Branly - Jacques Chirac de Francia, entre junio a septiembre de 2015.